# Yunus Emre

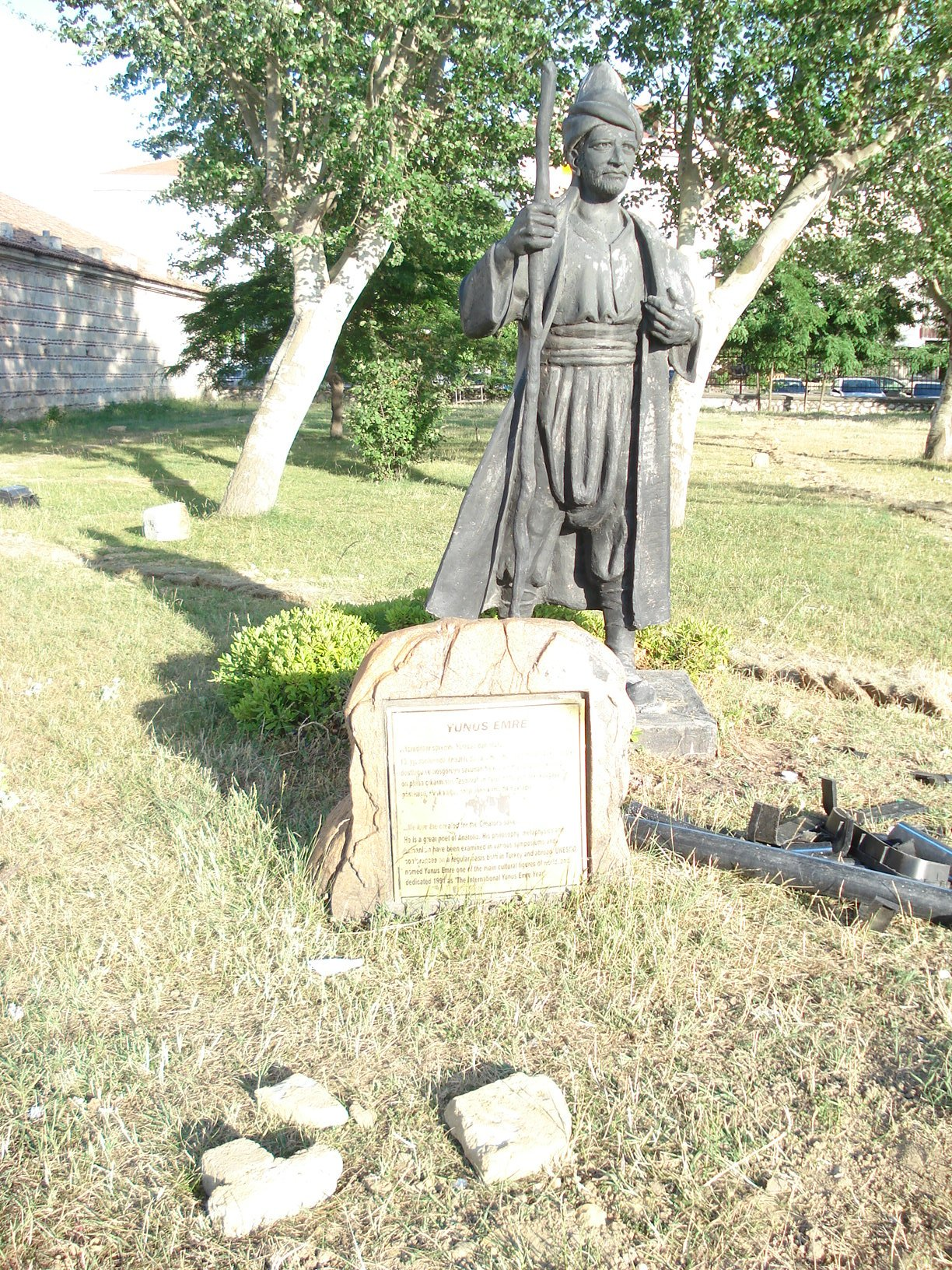
Yunus Emre

Yunus Emre (1240-1321) was een van de belangrijkste mystieke soefi-dichters van Turkije. Hij is een prominent figuur binnen het Alevitisme en Bektashisme. Hij heeft een grote invloed gehad op de Turkse literatuur. Ook was hij een prominent filosoof. Hij was een mysticus en dichter die in het Turks zijn mystieke ervaringen dicht bij het volk bracht. Zijn pad van het derwisj zijn zou zijn begonnen bij een persoonlijke ontmoeting met de alevitische heilige Hadji Bektasj Veli, die hem naar Tapduk Emre stuurde (een van de khaliefa's van Hadji Bektasj Veli en de murshid van Yunus Emre).
UNESCO riep 1991 uit tot ‘Yunus Emre jaar’ en ter gelegenheid daarvan werden zijn gedichten in ongeveer 40 talen vertaald.
Er zijn twee films gemaakt over het leven van Yunus Emre: de tweedelige film Yunus Emre uit 1973 en Yunus Emre Askin Sesi (Yunus Emre Voice of Love) uit 2014. In de films is onder andere te zien hoe Yunus zijn pad kruist met erenler (heiligen of verlichten) zoals Mevlana Rumi, Mansur al-Halladj en Hadji Bektasj Veli.
Yunus Emre wordt ook genoemd in het boek Mystical Dimensions of Islam, door Annemarie Schimmel.

## Gedichten
Laten we liefhebben en onszelf geliefd maken - Yunus Emre
Yunus Emre (1240-1320) is herkenbaar aan zijn toon, klankkleur, metrum en aan zijn woordkeus. Hij zegt:
Kom, laten we vrede sluiten,

Wij zijn geen vreemden voor elkaar. 

Ons paard staat al gezadeld;

We hebben leren rijden, al hamdu lillâh (Alle lof zij Allah).

God doordringt de hele wereld en kosmos,

toch wordt Zijn werkelijkheid aan niemand openbaar...

Daarom is het beter Hem in jezélf te zoeken...

Dáár vind je’m dáár...
Er is veel over Yunus Emre geschreven en gezegd, maar het is beter om hem zelf aan het woord te laten:

Yunus durur benim adım

Gün geçtikçe artar odum

İki cihanda maksûdum

Bana seni gerek seni.

Jouw liefde heeft mij van mezelf beroofd

Jou heb ik nodig, Jou!

Dag en nacht verteert dit liefdesvuur me;

Jou heb ik nodig, Jou!

Araya araya bulsam izini

İzinin tozuna sürsem yüzümü

Hak nasibeylese, görsem yüzünü

Ya Muhammed canım arzular seni

Bir mübarek sefer olsa da gitsem

Kâbe yollarında kumlara batsam

Mâh cemalin bir kez düşte seyretsem

Ya Muhammed canım pek sever seni

Ali ile Hasan-Hüseyin anda

Sevgisi gönülde, muhabbet canda

Yarın mahşer günü hak divanında

Ya Muhammed canım pek sever seni

“Yunus” senin medhin eder dillerde

Dillerde, dillerde, hem gönüllerde

Arayı arayı gurbet illerde

Ya Muhammed canım arzular seni

(Gedicht over Mohammed, Ali, Hassan en Hoessein.)
In het boek Reisgenoten & wijnschenkers over Osmaanse poëzie komen ook naar het Nederlands vertaalde gedichten van Fuzûlî, Yunus Emre en Pir Sultan Abdal in voor.